# シ・ソイ・アシ
『シ・ソイ・アシ』(西: Si soy así)は、フランシスコ・ロムート (Francisco Lomuto )作曲のタンゴの曲。

## 概要
1939年に発表された。曲名は「俺はこんなやつだ」という意味。アントニオ・ボッタ(Antonio Botta) による歌詞がついている。
作詞家のボッタが書いた演劇作品『スポーツの歌』 (La canción del deporte) のために、この曲が作られた。 カルロス・ガルデルの歌の録音に、人気がある。
YouTubeにも、いくつかアップロードされている。